# Renoval

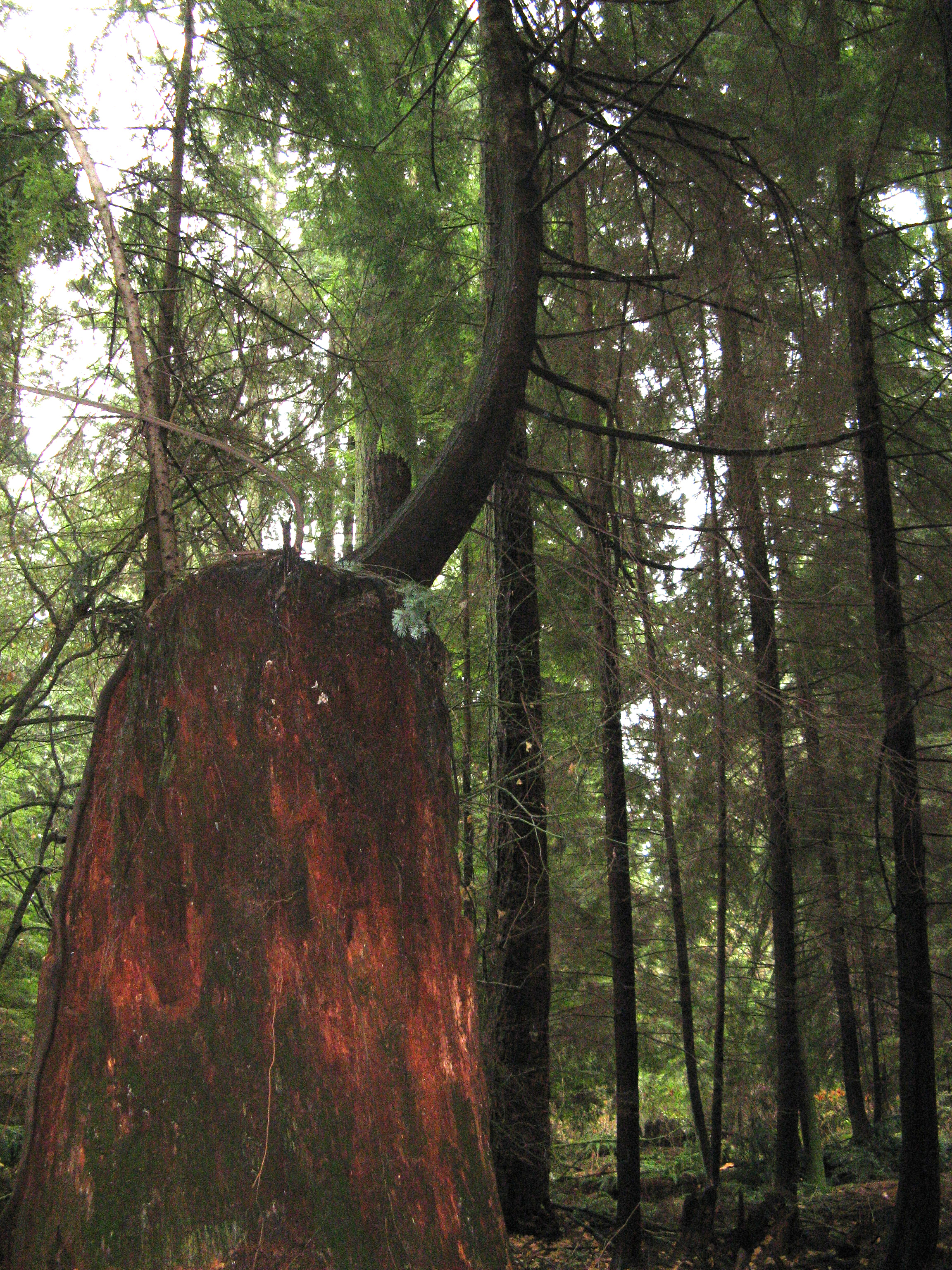
Bosque secundario de Parque Stanley en Vancouver Canadá

Renoval es un término empleado en silvicultura y ecología forestal, para hacer referencia a un bosque joven, normalmente de tipo secundario, cuyos árboles dominantes o que conforman el dosel superior de dicho bosque, son relativamente coetáneos (de edad similar).
Los renovales presentan un origen producto de alteraciones. Estas pueden ser de origen natural (deslizamientos de tierra, erosiones glaciares, erosiones en riberas de ríos, incendios naturales) o antrópico (quemas, incendios provocados, desmonte masivo de bosques originales y posterior abandono tras un uso silvoagropecuario). Las especies colonizadoras de árboles pueden dominar rápidamente el lugar y constituir estas formaciones boscosas en relativamente breves períodos, razón por la cual las edades de los árboles que conforman estos renovales están dentro de un rango similar, en contraste con bosques originales, cuyos árboles que los conforman presentan diversos y amplios rangos de edades.
Existen clasificaciones de renovales de diversos tipos de en los bosques templados de Sudamérica, dependiendo de las especies de árboles dominantes. Algunos ejemplos son los renovales de Nothofagus (renovales de roble, hualo, ruil, lenga o coihue), renovales de canelo, o renovales siempreverdes.
En varios tipos de bosques naturales, los renovales presentan un alto potencial para el desarrollo de silvicultura en ellos.